# Самарська Лука (національний парк)
Націона́льний парк «Самарська Лука» (рос. Национальный парк «Самарская Лука») — національний парк на території Самарської Луки, розташований у Самарської області Росії. Разом з Жигулівським заповідником ім. І. І. Спригіна входить до складу Середньоволзького комплексного біосферного резервату, створеного під егідою ЮНЕСКО.

## Загальні відомості
Національний парк розташовується на території Волзького, Ставропольського і Сизранського адміністративних районів, а також частково в межах міської межі міст Жигульовська і Самари. У межі національного парку входить 100-метрова буферна зона акваторії Саратовського водосховища. Загальна площа національного парку 134 000 га. Вона розділена на 5 лісництв.
Адміністративна столиця парку — місто Жигульовськ.
Національний парк «Самарська Лука» має власний прапор, емблему і талісман — лисицю.

## Фізико-географічні умови

### Геологія і рельєф
Самарська Лука розташована на межі двох великих геоморфологічних регіонів — Приволзької височини і Низького Заволжя. Північну частину території Самарської Луки займають Жигулівські гори (13 % всієї території) висотою до 381 м. Південніше гориста місцевість переходить в гірську частину Самарської Луки із загальним падінням ухилу до річки Волги, з характерним переходом хвилясто-яристого рельєфу в рівнину. Волзькі заплави займають 9 % території.
Район Самарської Луки складений потужною товщею вапняків і доломітів кам'яновугільного і пермського періодів. Корінні породи, крім шару покривних суглинків, нерідко бувають покриті щебнисто-глибовими продуктами вивітрювання потужністю 5-20 см. Майже вся товща корінних порід закарстована. Основним широко розвиненим геодинамічним процесом є карстоутворення. Найбільшого поширення карстові порожнини отримали в східній частині території, де зареєстровано понад 500 воронок і западин розміром від 1 до 100 метрів довжиною і від 1 до 20 метрів глибиною.

### Гідрографія
Єдиною водною артерією Самарської Луки є Волга. З будівництвом гребель на Волзі утворені два водосховища — Куйбишевське і Саратовське. Ширина на різних ділянках Саратовського водосховища в межах Самарської Луки коливається від 1-2 км у межень до 13-15 км під час повені. Максимальні глибини 14-18 м. Середня товщина льоду на водосховищі становить 0,7 м, максимальна — 1,1 м. В окремих місцях товщина льоду сягає 1,5-2,0 м. Сучасний гідрологічний режим річки Волги в межах Самарської Луки залежить від роботи Жигульовської ГЕС.

### Ґрунти
Територія знаходиться на кордоні лісової і лісостепової зон, що зумовило різноманітність  ґрунтового покриву. Тут сформувалися чорноземи опідзолені, вилужені та типові, дерново-карбонатні ґрунти і, місцями, сірі лісові. Зональні риси розповсюдження ґрунтів залежать від рельєфу, геологічної будови та рослинного покриву. Більша частина території, яка зайнята чорноземами, нині розорана. На територіях, схильних до водної ерозії, спостерігаються змиті ґрунти.

## Галерея

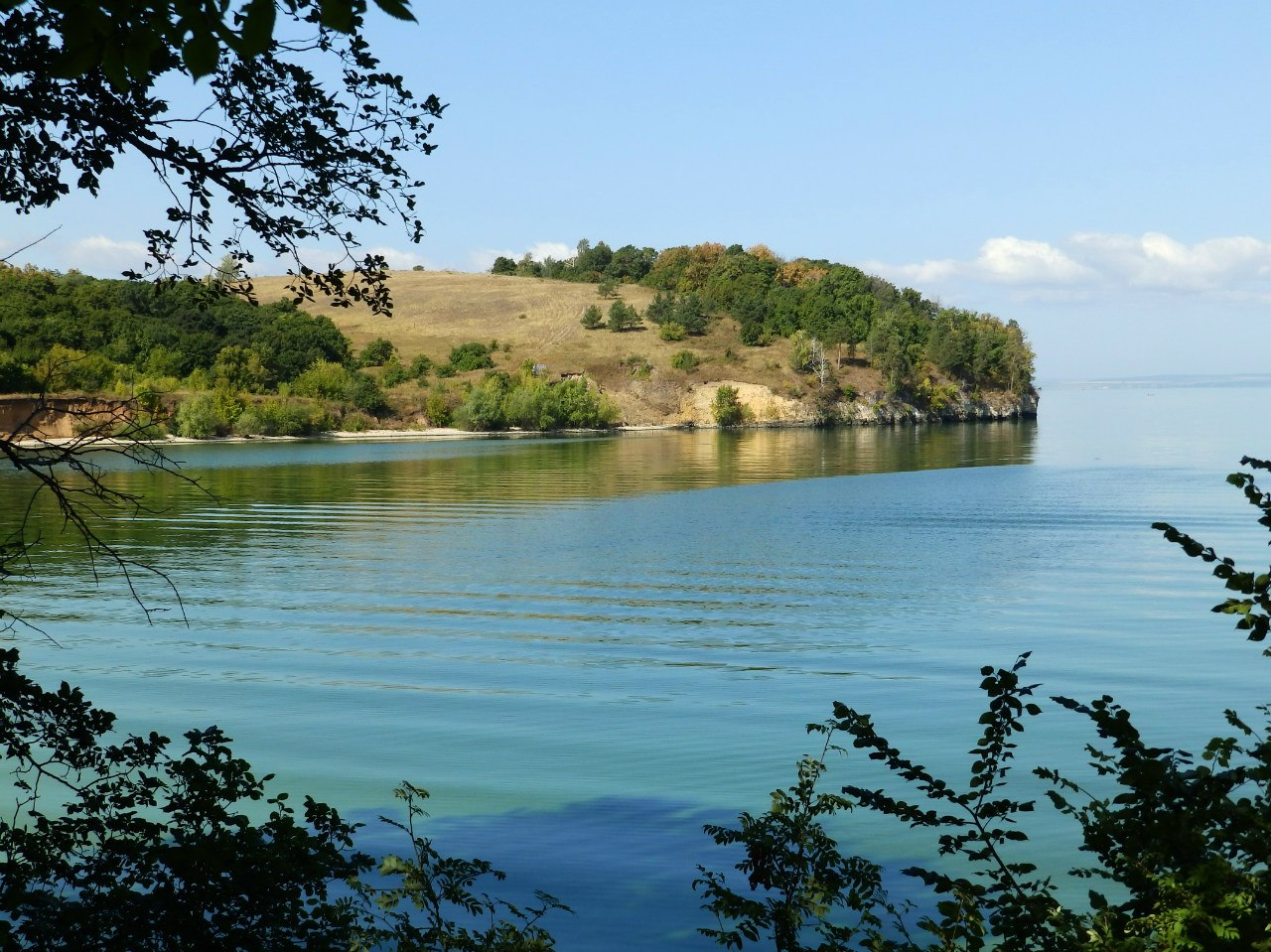
Усинський курган
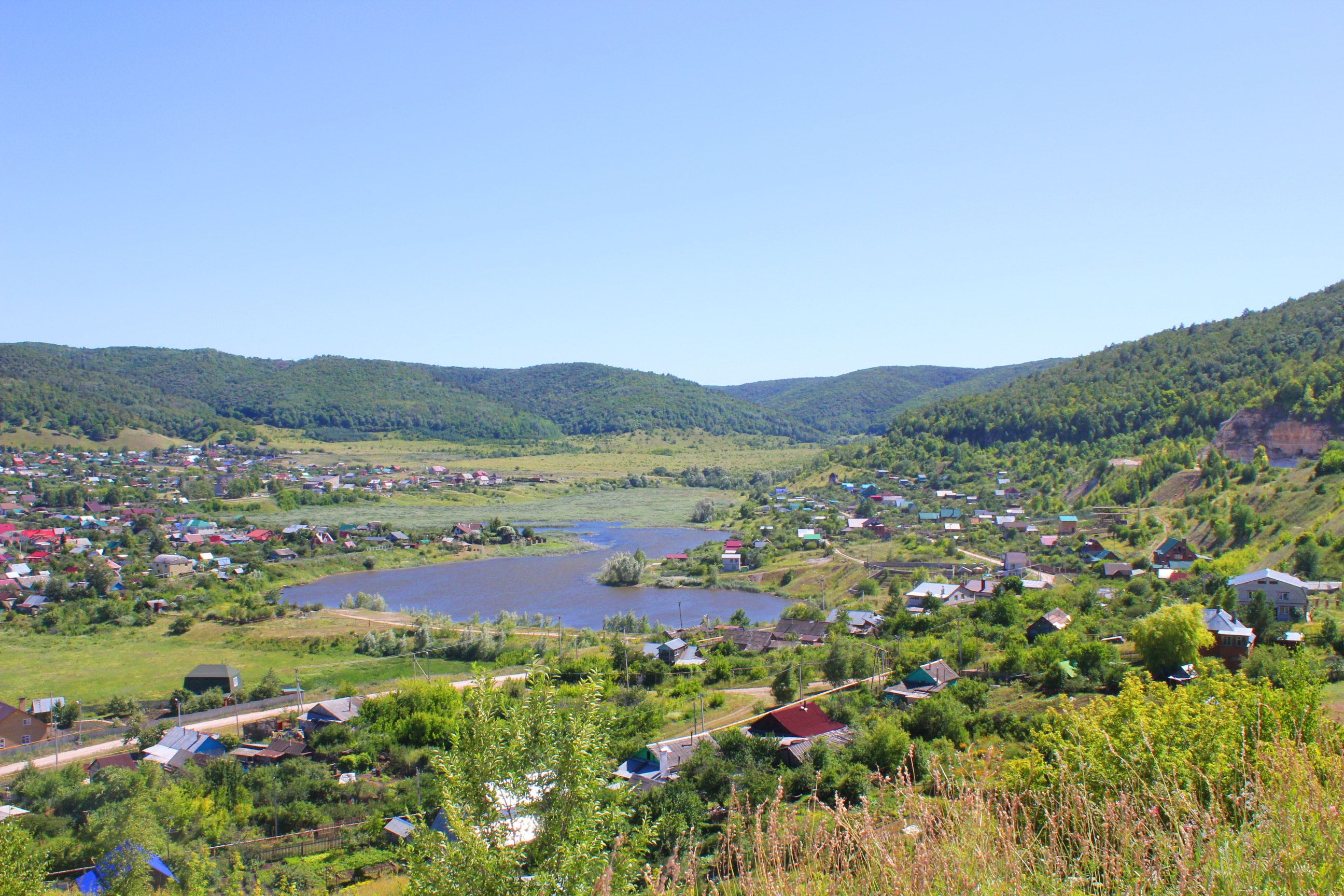
Вид з гори Попової
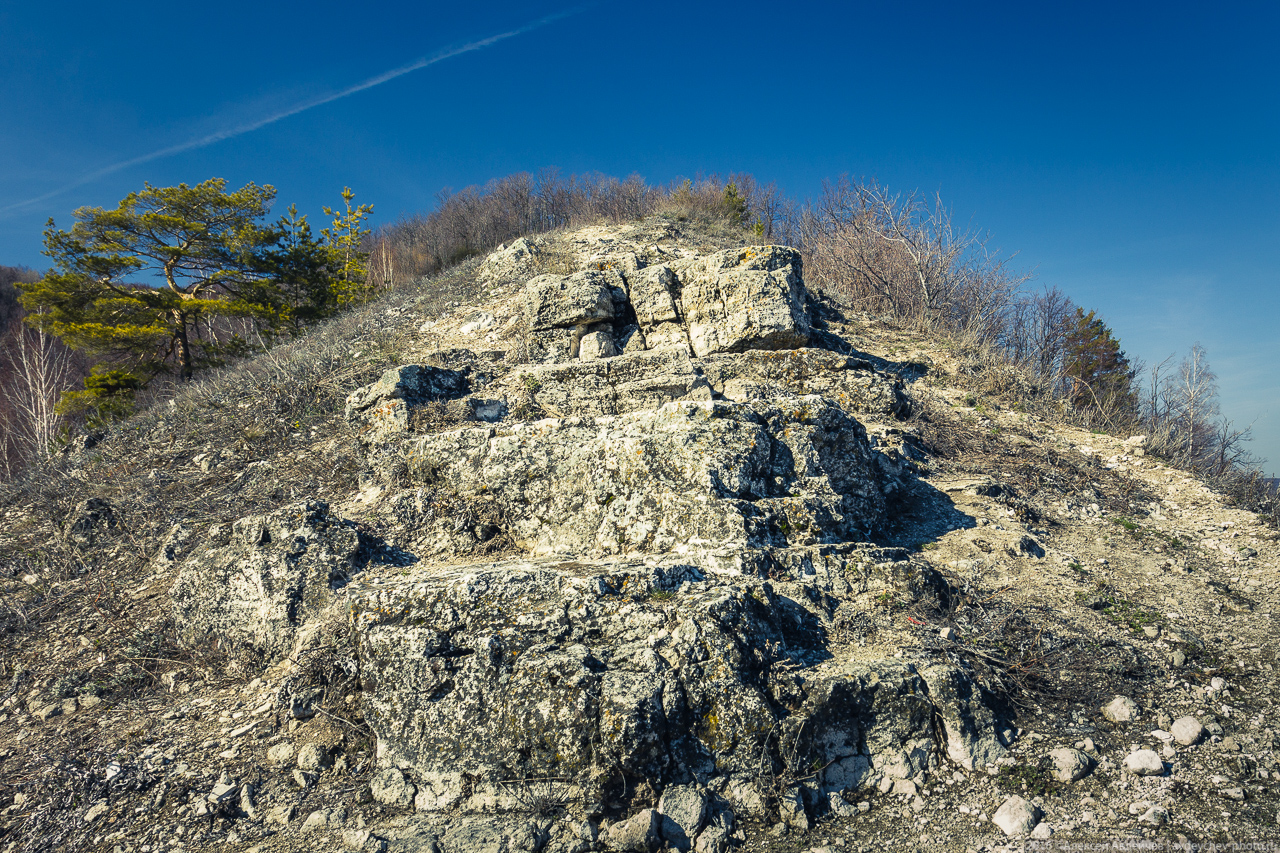
Гора «Бєлая»
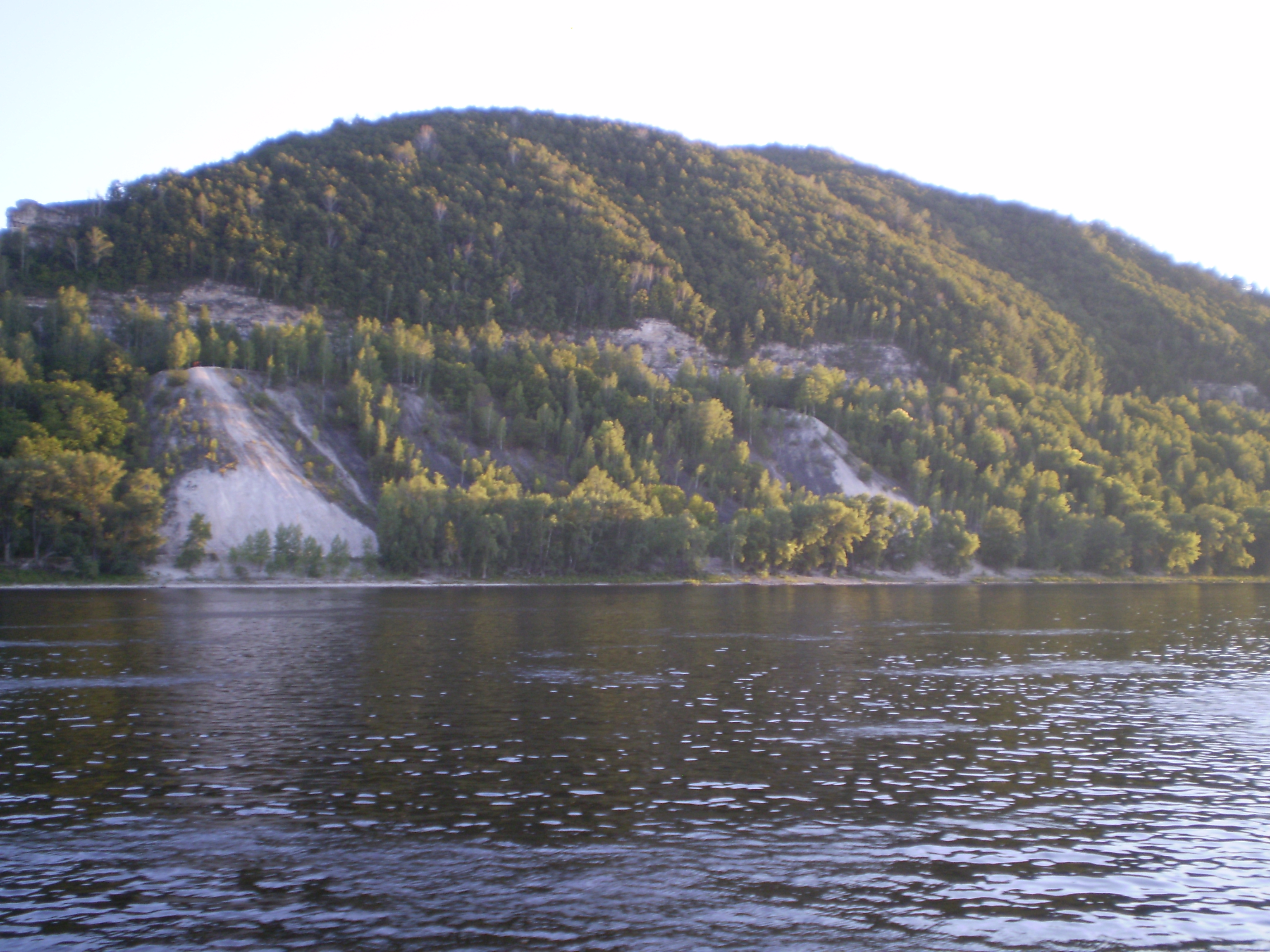
Жигулі